# Eugène Fabry
Charles Eugène Fabry, född den 16 oktober 1856 i Marseille, död där den 6 oktober 1944, var en fransk matematiker. Han var bror till astronomen Louis Fabry och fysikern Charles Fabry.
Fabry studerade i sin hemstad fram till 1873 och därefter 1874–1876 vid École polytechnique. År 1878 blev han licentiat i matematik i Paris och arbetade sedan som ingenjör. Efter att 1881 ha blivit licentiat i fysik i Marseille undervisade Fabry vid gymnasier i Tarbes (1882), Carcassonne (1883) och Tours (1883). I augusti 1885 blev han promoverad på en matematisk doktorsavhandling. Fabry blev 1884 maître de conférences vid universitetet i Rennes och 1886 i Nancy. Samma år blev han chargé de cours vid universitetet i Montpellier och 1890 blev han professor i mekanik där. År 1920 blev Fabry professor i analys vid universitetet i Marseille. Han var medarbetare i den franska utgåvan av Enzyklopädie der mathematischen Wissenschaften. 